# (69990) 1998 WU31
(69990) 1998 WU31 транснептуновый объект, находящийся в поясе Койпера. Он был обнаружен 18 ноября 1998 года Марком У. Би в национальной обсерватории Китт-Пик. Так как он находится в орбитальном резонансе 2:3 с Нептуном, он был классифицирован как плутино.